# Aepycamelus
Aepycamelus is een geslacht van uitgestorven kamelen uit het Mioceen. Oorspronkelijk (door Matthew, 1901) werd het geslacht Alticamelus genoemd, maar die naam was al eerder gebruikt en werd dus veranderd in Aepycamelus. De naam Aepycamelus betekent 'hoge kameel' en is afgeleid van de Oudgriekse woorden αἰπύς 'hoog' en κάμελος 'kameel'. Alticamelus is de Latijnse vorm. Dit dier leefde in het Mioceen op de prairies van Noord-Amerika.

## Kenmerken
De dieren lijken in hun gewoonte op de hedendaagse giraf: ze waren ongewoon langbenig en hadden hun hoofd op een zeer lange, s-vormige nek tot drie meter hoog. Ter vergelijking: een dromedaris bereikt een maximale hoogte van ongeveer 2,3 meter bij de bult.
Net als bij de andere kamelen uit het Mioceen had de voet al de vorm van die van hun familieleden die tegenwoordig leven. De kleine hoeven die nog in de vroege kameelachtigen bestonden, werden al verkleind en functioneel vervangen door de brede, elastische bal van de voet (eeltzolen), waardoor kamelen zelfs op onveilige grond stevig kunnen stappen. De doorgang die zo kenmerkend is voor recente kamelen was er waarschijnlijk al. Deze manier van lopen is een effectieve manier om je in open terrein te verplaatsen, waar wendbaarheid slechts een ondergeschikte rol speelt. Het is gedocumenteerd in de versteende sporen van Mioceen-kamelen.

## Leefwijze
De vertegenwoordigers van Aepycamelus waren bewoners van open landschappen, waar ze, in tegenstelling tot de (recente) kamelen die tegenwoordig leven, zich voedden met het gebladerte van de struiken en bomen (foliotheorie). Het was een zeer snelle renner die zich voedde met planten.

## Soorten
Het geslacht omvatte onder andere de volgende soorten:
- Aepycamelus alexandrae
- Aepycamelus bradyi
- Aepycamelus elrodi
- Aepycamelus giraffinus
- Aepycamelus latus
- Aepycamelus major
- Aepycamelus priscus
- Aepycamelus proceras
- Aepycamelus robustus
- Aepycamelus stocki